# Sté Strausz
Sté Strausz, de son vrai nom Stéphanie Quinol, née dans le Val-de-Marne en 1977, est une rappeuse française. Son nom d'artiste lui est attribué par Sulee B Wax qui l'a présentée sur scène comme La femme-bonne en (Levi-)Strauss[pas clair].
Elle fut également membre du collectif Mafia Underground (constitué entre autres de Sulee B Wax, Noxious, Wallen, David Bordey, Da Maad Fungusth, Armani) au sein duquel elle participa à la bande originale du premier film de la série Taxi.

## Biographie
Strausz grandit entourée par la musique. « Mon père était DJ pour des événements familiaux (mariage, baptême…), il  passait de la musique antillaise, haïtienne, cubaine et africaine.  Je faisais du Gwo Ka à l’époque. Voyant que je m’intéressais à la musique, il m’avait offert mes deux premiers albums en vinyls : True Blue de Madonna et Bad de Michael Jackson. » Elle commence à écrire des textes à l'âge de 13 ans en 1990. Son cousin, David Bordey, décide de la présenter à Sulee du groupe Les Little devant laquelle elle rappe. Sulee décide de la recruter et les premiers enregistrements se déroulent dans un studio vers La Fourche à Paris : « j’étais super impressionnée par la taille du lieu. J’étais jeune, j’avais quinze ans », explique-t-elle.
Issue de la scène hip-hop underground de Vitry-sur-Seine, elle se fait connaître du public en 1994 avec le mini-album Sté Real. Sté Strausz montre sur cet album composé de sept titres qu'elle est une pionnière du G-funk français. L'année suivante, elle apparaît sur le CD de La haine et sur les compilations Génération rap (1995) et Hostile hip hop (1996), chaque fois aux côtés des artistes les plus importants de l'époque. Son premier album, Ma génération, est publié en 1998. En 1998 toujours, elle est invitée à participer à la chanson Perfect Love....Gone Wrong sur l'album de Sting, Brand New Day qui sortira un an plus tard. 
En 2001, elle prend ses distances avec le mouvement hip-hop ; elle prend à cette époque un emploi « normal » d'hôtesse d'accueil et se consacre à l'éducation de sa fille. En 2005, après quatre ans d'absence, elle sort un nouvel album, Fidèle à moi-même. En 2010, elle coécrit l'ouvrage Fly Girls, Histoire(s) du hip-hop féminin en France avec l'écrivain Antoine Dole. L'ouvrage, publié aux éditions Au Diable Vauvert, revient sur les parcours des pionnières du mouvement.

## Apparitions
- 1996 : Sté Strausz - C'est la même histoire (sur La Haine, musiques inspirées du film)
- 1996 : Sté Strausz - Plus d'idéal sur la compile Hostile
- 1998 : Sté Strausz - Le chant des signes sur l'album La Fin du monde de N.A.P
- 1998 : Sté Strausz - Ma génération (sur la compile Delabel Hostile Rap)
- 1998 : Def Bond feat. Sté Strausz - Feat Funk 13 (dans l'album de Def Bond, Le Thème)
- 1998 : Sting feat. Sté Strausz - Perfect Love... Gone Wrong (dans l'album de Sting, Brand New Day)
- 1998 : Mafia Underground feat. Sté Strausz - Taxi (dans la bande originale du film Taxi)
- 2000 : Sté Strausz feat. Shurik'N - Rien n'est éternel (sur la compile Le Flow 2
- 2000 : Wallen feat. Sté Strausz - Sunshine (sur l'album de Wallen A force de vivre)
- 2003 : Sté Strausz - L'incontestée (sur la compilation Talents Fachés 2)
- 2004 : Mass Feat Sté Strausz & Jewel - Desol& (sur le Street CD de Mass Ouais ouais style)
- 2005 : Sté Strausz - Ninety Nine sur la compile Rap Performance
- 2005 : Alibi Montana Feat Sté Strausz, Zoxea, Kamel L'ancien & Jacky Brown - Le Rap sera jamais mort sur l'album d'Alibi, Numéro d'écrou
- 2005 : TTC Feat Stomy Bugzy et Sté Strausz - Dans le club (San Andreas Remix) sur le Street CD de Cuizinier (TTC): pour les filles vol.1
- 2006 : John Gali Feat Sté Strausz - Tueurs nés (sur l'album de John Gali, Jour G)